# Сэндой, Эмил
Эмил Сэндой (рум. Emil Săndoi; род. 1 марта 1965, Крайова) — румынский футболист, игравший на позиции защитника. По завершении игровой карьеры — футбольный тренер. Большую часть игровой карьеры провёл в клубе «Университатя» (Крайова), а также играл за национальную сборную Румынии, в составе которой был участником чемпионата мира 1990 года.

## Клубная карьера
Родился 1 марта 1965 в городе Крайова. Воспитанник футбольной школы клуба «Университатя» (Крайова). Взрослую футбольную карьеру начал в 1983 году в основной команде того же клуба, в которой провёл двенадцать сезонов, принял участие в 268 матчах чемпионата и забил 42 мяча. Большую часть времени, проведённого в составе крайовский «Университати», был основным игроком защиты команды. За это время завоевал титул чемпиона Румынии и дважды становился обладателем национального кубка.
В сезоне 1995/96 выступал за французский «Анже», с которым занял предпоследнее 21 место в Дивизионе 2 и понизился в классе, после чего вернулся на родину и играл полтора сезона за «Арджеш».
Завершил профессиональную игровую карьеру в родном клубе «Университатя (Крайова)», куда вернулся в начале 1998 года и защищал её цвета до прекращения выступлений на профессиональном уровне летом 1999 года.

## Выступления за сборную
7 октября 1987 года дебютировал в официальных матчах в составе национальной сборной Румынии во встрече против сборной Греции. В составе сборной был участником чемпионата мира 1990 года в Италии. В течение карьеры в национальной команде, которая длилась 7 лет, провёл в форме главной команды страны 30 матчей.

## Карьера тренера
Ещё в своём последнем игровом сезоне Эмил параллельно работал помощником тренера «Университати» (Крайова), а после завершения карьеры сам стал главным тренером. В первом же сезоне 1999/00 он вышел с командой в финал Кубка Румынии, после чего был повышен до вице-президента ассоциации, где и проработал следующий год.
В 2001 году возглавил «Пандурий» из Дивизиона B, но не сумел вывести команду в элитный дивизион и вернулся в «Университатю». В 2003 году снова стал тренером «Пандурия», который впервые в истории клуба вывел в элитный румынский дивизион. Однако после того, как клуб начал новый сезон 2005/06 с четырёх поражений подряд, Эмил был уволен в конце августа.
С 2006 года работал в Футбольной федерации Румынии, сначала со сборной U-17, а позже с U-21. В промежутках был в конце сезона 2007/08 в течение восьми игр тренером «Васлуя», который вывел в Кубок Интертото. 19 августа 2013 года покинул пост тренера румынской молодёжки и был заменен на Богдана Стелю.
В начале сентября 2014 года стал главным тренером воссозданной команды «Университатя (Крайова)», где работал до января 2016 года. В июне 2016 года возглавил тренерский штаб команды «Конкордия» (Кьяжна), но уже в ноябре покинул клуб по взаимному согласию.

## Титулы и достижения
- Чемпион Румынии (1):

«Университатя» (Крайова): 1990/91
- Обладатель Кубка Румынии (2):

«Университатя» (Крайова): 1990/91, 1992/93